# بوب فيري
بوب فيري (بالإنجليزية: Bob Ferry)‏ مواليد 31 مايو 1937 في سانت لويس، هو مدرب كرة سلة أمريكي ولاعب سابق. بدأ مسيرته الاحترافية في سنة 1959. اختير من قبل فريق أتلانتا هوكس خلال الدرافت. بلغ طوله 6 قدم 8 بوصة (2.0 م). اعتزل اللعب في 1968. أحرز خلال مسيرته في الإن بي إيه 5780 نقطة بمعدل 9.1 نقاط في المباراة الواحدة.

## المسيرة الاحترافية
لعب مع أتلانتا هوكس في موسم 1959–1960، ثم لعب مع ديترويت بيستونز من سنة 1960 إلى 1964، ثم لعب مع واشنطن ويزاردز من سنة 1964 إلى 1969.

## روابط خارجية
- بوب فيري على موقع إن بي أي (الإنجليزية)
- بوب فيري على موقع سبورتس رفرنس (الإنجليزية)
- بوب فيري على موقع كلية كرة السلة في سبورتس رفرنس.كوم (الإنجليزية)
- بوب فيري على موقع ريلجم (الإنجليزية)
- بوب فيري على موقع بروبوليرز (الإنجليزية)
- بوب فيري على موقع سبورتس رفرنس (الإنجليزية)